# 广东省农业农村厅
广东省农村农业厅是中华人民共和国广东省人民政府主管农村农业工作的组成部门。

## 主要职责
广东省农村农业厅的主要职责是：
1. 统筹研究和组织实施“三农”工作的发展战略、中长期规划、重大政策。组织起草农业农村有关地方性法规、政府规章草案，指导农业综合执法。参与农业农村经济与发展重大问题的调查研究并提出政策建议。
2. 统筹推动发展农村社会事业、农村公共服务、农村文化、农村基础设施和乡村治理。牵头组织改善农村人居环境，统筹推进生态宜居美丽乡村建设。推动农村精神文明和农耕文化建设工作落实。指导监督农业行业安全生产工作。
3. 拟订深化农村经济体制改革和巩固完善农村基本经营制度的政策。牵头负责农村综合改革有关工作。负责农民承包地、农村宅基地改革和管理有关工作。负责农村集体产权制度改革，指导农村集体经济组织发展和集体资产管理工作。指导农民合作经济组织、农业社会化服务体系、新型农业经营主体建设与发展。
4. 统筹全省扶贫开发、省外东西部扶贫协作和老区建设工作。牵头起草扶贫开发、东西部扶贫协作、老区建设的法规、规章草案，拟订相关规划、政策并组织实施。负责扶贫开发工作督查考核评估，指导推动专项扶贫、行业扶贫和社会扶贫。
5. 指导乡村特色产业、农产品加工业、休闲农业和乡镇企业发展工作。提出促进大宗农产品流通的建议，培育、保护农业品牌。发布农业农村经济信息，监测分析农业农村经济运行。承担农业统计和农业农村信息化有关工作。
6. 负责种植业、畜牧业、渔业、农业机械化等农业各产业的监督管理。指导粮食等农产品生产。组织构建现代农业产业体系、生产体系、经营体系，指导农业标准化生产。负责远洋渔业管理和渔政渔港监督管理。
7. 负责农产品质量安全监督管理。组织开展农产品质量安全监测、追溯、风险评估，发布有关农产品质量安全状况信息。参与制定农产品质量安全地方标准并会同有关部门组织实施。指导农业检验检测体系建设。
8. 组织农业资源区划工作。指导农用地、渔业水域以及农业生物物种资源的保护与管理，负责水生野生动植物保护、耕地及永久基本农田质量保护工作。指导农产品产地环境管理和农业清洁生产。指导设施农业、生态循环农业、节水农业发展以及农村可再生能源综合开发利用、农业生物质产业发展。牵头管理外来物种。
9. 负责有关农业生产资料和农业投入品的监督管理。组织农业生产资料市场体系建设，拟订有关农业生产资料地方标准并监督实施。组织兽医医政、兽药药政药检工作，负责执业兽医和畜禽屠宰行业管理。
10. 负责农业防灾减灾、农作物重大病虫害防治。负责全省动物卫生监督管理工作。指导动植物防疫检疫体系建设，组织、监督动植物防疫检疫工作，发布疫情并组织扑灭。
11. 负责农业投资管理。提出农业投融资体制机制改革建议。编制省级农业投资项目建设规划，提出农业投资规模和方向、扶持农业农村发展财政项目的建议，按规定权限审批农业投资项目，负责农业投资项目资金安排和监督管理。
12. 推动农业科技体制改革和农业科技创新体系建设。指导农业产业技术体系和农技推广体系建设，组织开展农业领域的高新技术和应用技术研究、科技成果转化和技术推广。负责农业转基因生物安全监督管理和农业植物新品种保护。
13. 指导农业农村人才工作。拟订农业农村人才队伍建设规划并组织实施，指导农业教育和农业职业技能开发，指导新型职业农民培育、农业科技人才培养和农村买用人才培训工作。
14. 牵头开展农业对外合作工作。承办政府间农业涉外事务，组织开展农业贸易促进和境内外农业交流合作，参与执行有关农业援外项目。
15. 完成省委、省政府和中央有关部门交办的其他任务。

### 职能转变
1. 统筹实施乡村振兴战略，深化农业供给侧结构性改革，提升农业发展质量，扎实推进美丽乡村建设，推动农业全面升级、农村全面进步、农民全面发展，加快实现农业农村现代化。
2. 统筹推进扶贫开发工作。建立健全精准扶贫、精准脱贫体制机制，持续加大强农、惠农、富农力度，扎实推进农业现代化和新农村建设，打赢脱贫攻坚战。推进扶贫开发政策与民生保障政策有效衔接，补齐贫困地区基础设施和基本公共服务等发展短板，统筹做好东西部扶贫协作和老区建设发展工作。
3. 加强农产品质量安全和相关农业生产资料、农业投入品的监督管理，坚持最严谨的标准、最严格的监管、最严厉的处罚、最严肃的问责，严防、严管、严控质量安全风险，让人民群众吃得放心、安心。
4. 深入推进简政放权，加强对行业内交叉重复以及性质相同、用途相近的农业投资项目的统筹整合，最大限度缩小项目审批范围，进一步下放审批权限，加强事中事后监管，切实提升支农政策效果和资金使用效益。

### 与省市场监管局有关职责分工
1. 省农业农村厅负责食用农产品从种植养殖环节到进入批发、零售市场或生产加工企业前的质量安全监督管理。食用农产品进入批发、零售市场或生产加工企业后，由省市场监督管理局监督管理。
2. 省农业农村厅负责动植物疫病防控和畜禽屠宰环节、生鲜乳收购环节质量安全的监督管理。
3. 省农业农村厅负责兽药、饲料、饲料添加剂和职责范围内的农药、肥料等其他农业投入品质量及使用的监督管理。
4. 两部门要建立食品安全产地准出、市场准入和追溯机制，加强协调配合和工作衔接，形成监管合力。

## 内设机构
1. 省委农办秘书处。负责组织开展乡村振兴重大问题的政策研究，牵头起草乡村振兴重大文件，协调督促有关方面落实省委农村工作领导小组（省委实施乡村振兴战略领导小组）关于乡村振兴的决定事项、工作部署和要求，牵头组织乡村振兴督导、检查。
2. 办公室。负责文电、会务、机要、档案等机关日常运转工作，承担信息、安全、保密、信访、政务公开、新闻宣传等工作。
3. 政策法规与改革处。组织起草农业农村有关地方性法规、规章草案。提出农业农村改革发展相关重大政策建议，提出巩固完善农村基本经营制度的政策建议，指导发展农村新型农业经营主体和多种形式适度规模经营，组织协调有关试点、示范工作，牵头负责农村综合改革有关工作。承担农民承包地改革和管理、农村宅基地和农村集体产权制度改革工作。承担全国农村固定观察点调查工作。组织农业行政复议、行政应诉、普法宣传，承担有关文件合法性审查工作。
4. 发展规划处。提出实施乡村振兴战略的政策建议。拟订农业农村经济发展战略规划。承担现代农业发展规划和农业绿色发展有关工作。组织农业资源区划工作，指导农业区域协调发展工作。牵头负责脱贫地区的产业发展任务和项目资金。
5. 计划财务处。提出扶持农业农村发展的财政政策和项目建议，组织提出农业投资规模、方向的建议并监督实施。编报部门预算并组织执行。拟定政策性农业保险的政策并组织实施，参与农村金融管理。组织本部门分管专项资金管理工作，指导、监督农业补贴政策执行。负责厅机关和指导、监督直属单位财务、资产和政府采购管理工作，组织开展内部审计。
6. 乡村产业发展处。组织协调乡村产业发展。拟订促进乡村特色产业、农产品加工业、休闲农业和乡镇企业发展的政策措施。提出农业产业化经营发展的政策建议。指导开展农村创业创新工作。
7. 农村合作经济指导处。协调推进乡村治理体系建设。承担监督减轻农民负担和村民"一事一议"筹资筹劳管理。指导农村集体资产和财务管理、农民合作经济组织和农业社会化服务体系建设。起草农村宅基地管理和使用相关法规、规章草案及政策，指导宅基地分配、使用、流转、纠纷仲裁管理和宅基地合理布局、用地标准、违法用地查处，指导闲置宅基地和闲置农房利用。
8. 乡村综合督查处。牵头起草巩固拓展脱贫攻坚成果、全面推进乡村振兴的具体政策和重要报告，拟订并组织实施乡村振兴和乡村建设专项规划；开展乡村振兴相关问题研究，协调广东乡村振兴智库建设；组织开展乡村振兴宣传报道；牵头建设广东乡村振兴综合服务信息平台，组织开展防止返贫监测，配合做好农村低收入人口帮扶；承担乡村振兴实绩考核评估工作，组织开展乡村振兴专项督导检查。
9. 东西部协作处。组织开展粤桂、粤黔东西部协作、乡村振兴重点帮扶县帮扶工作；拟订并组织落实东西部协作相关专项规划、政策等；协调推动互访交流、资金支持、人才支援、产业协作、消费协作、劳务协作等有关工作；协调指导帮扶市、前方工作队（组）、省有关单位等开展东西部协作工作；承担国家东西部协作考核评价具体工作，组织实施省级东西部协作成效考核评价。
10. 帮扶工作指导处（老区建设处）。统筹指导省内对口帮扶、 定点帮扶、行业帮扶等驻镇帮镇扶村工作；统筹加强扶贫资产和驻镇帮镇扶村专项资金管理；协调和指导推动革命老区、原中央 苏区和少数民族地区乡村建设。
11. 乡村建设指导处。牵头组织改善农村人居环境，统筹指导村庄整治、村容村貌提升、农村基础设施建设， 统筹推进生态宜居美丽乡村建设；协调推进农村生活污水治理、 农村厕所革命和生活垃圾处理。
12. 农村社会事业促进处。协调推动农村社会事业发展、公共服务体系建设；协调推进乡村治理体系建设；协调推动农村精神文明和农耕文化建设；协调指导社会力量参与乡村振兴，组织开展广东扶贫济困日和“万企兴万村”活动。
13. 市场与信息化处。拟订农业农村经济信息体系、重要农产品市场体系建设规划并组织实施。承担农业品牌建设有关工作。组织开展农产品和农业生产资料供求、价格分析和监测预警。发布农业农村经济信息，指导农业信息服务。承担农业统计和农业农村信息化有关工作。
14. 农产品质量安全监管处。组织实施农产品质量安全监督管理有关工作。指导农产品质量安全监管体系、检验检测体系和信用体系建设。承担农产品质量安全标准、监测、追溯、风险评估等相关工作。承担无公害农产品产地认定及农产品地理标志登记工作。
15. 种植业管理处（一村一品办）。拟订种植业发展政策、规划并组织实施。指导种植业结构和布局调整及标准化生产工作，发布农情信息。承担肥料安全使用、质量监测等监管工作。承担发展节水农业和设施农业相关工作。
16. 畜牧与饲料处。拟订畜牧业、饲料业发展政策和规划并组织实施。指导畜牧业结构和布局调整，推动标准化生产、规模养殖，指导畜禽粪污资源化利用。承担饲料和饲料添加剂、生鲜乳生产收购环节的监督管理。
17. 兽医与屠宰管理处。拟订兽医、畜禽屠宰行业发展政策和规划并组织实施。监督管理兽医医政、兽药及兽医器械。承担执业兽医、动物诊疗管理工作。组织实施动物防疫、检疫监督工作。组织开展动物疫病风险预警管理。组织指导重大动物疫病控制。指导动物防疫体系建设和动物疫病区域化管理。
18. 渔业资源保护处。拟订并组织实施渔业资源保护与利用规划。保护和合理开发利用渔业资源，组织渔业水域生态环境及水生野生动植物保护。负责水产种质资源保护区和水生野生动物栖息地的划定、建设和管理。
19. 渔业发展处。拟订渔业发展政策、规划并组织实施。指导渔业产业结构、布局调整和标准化工作，指导水产健康养殖。监督管理远洋渔业和渔船、渔港。指导水生动植物疫病防治工作。指导渔业安全生产。
20. 港澳流动渔民工作处。承担与香港、澳门特别行政区政府有关部门建立港澳流动渔民管理工作直接联系机制。承担协调涉及港澳流动渔民工作。指导市、县港澳流动渔民工作。指导港澳流动渔船安全生产监管。指导、服务港澳流动渔民生产经营活动。
21. 种业管理处。拟订农作物和畜禽种业发展政策、规划并组织实施。组织实施农作物种质资源、畜禽遗传资源保护和管理。监督管理农作物种子种苗、种畜禽、蚕种和食用菌。承担农业植物新品种保护工作。
22. 农业机械化管理处。拟订农业机械化发展政策和规划、农机作业规范和技术标准并组织实施。指导农业机械化技术推广应用，组织农机安全监理。组织对在用的特定种类农业机械产品进行调查。指导农机作业安全。
23. 农田建设管理处。提出农田建设项目需求建议，承担耕地质量管理相关工作。参与开展永久基本农田保护。承担农业综合开发项目、农田整治项目、农田水利建设项目管理工作。
24. 植保植检处（农药管理处）。拟订农业植物保护、植物检疫和农药行业发展规划并组织实施。承担全省农药监督管理，负责相关安全生产工作。组织实施农业植物及植物产品检疫、疫情监测、防控和监督检查。指导农作物重大病虫害防治、农药科学合理使用等工作。
25. 农业综合执法监督处。负责指导、监督、协调全省农业行政执法工作。承担农业（含种植业、畜牧业、农业机械）重大违法案件查处工作。受理农业违法行为举报并依法处理。组织编制、检查和督促实施农业突发事件应急专项预案。承担农业突发事件预警评估、风险排查、应急演练、协调处置工作。牵头组织农业防灾减灾工作，协调组织农业应急物资、资金保障。指导监督农业行业和直属单位安全生产工作。协调市县农业应急工作。
26. 科技教育处。承担推动农业科技体制改革及相关体系建设、科研、技术引进、成果转化和技术推广工作。监督管理农业转基因生物安全。指导农用地、农业生物物种资源及农产品产地环境保护和管理。指导农村可再生能源开发利用、节能减排、农业清洁生产和生态循环农业建设。承担外来物种管理相关工作。指导农业教育和职业农民培育。
27. 交流合作处。拟订农业对外合作规划并组织实施。承担政府间农业涉外事务。指导、协调农业企业境外投资、农业招商引资和农产品出口示范基地建设。指导涉台农业合作园区建设。协助有关部门组织实施农业援外项目。
28. 人事处。承担机关和指导直属单位的干部人事、机构编制、劳动工资和教育培训工作。拟订农业农村人才队伍建设规划并组织实施。指导农业职业技能开发、鉴定等有关工作。会同有关部门依法实施农业农村人才专业技术资格和从业资格管理。
29. 离退休人员服务处（关工委）。负责厅机关和指导直属单位离退休人员服务工作。
30. 机关党委。负责机关和指导直属单位的党群工作。

## 下属单位
- 广东省农业技术推广中心
- 广东省农业对外经济与农民合作促进中心（广东省农业展览馆）
- 广东省农业环境与耕地质量保护中心（广东省农业农村投资项目中心）
- 广东省动物疫病预防控制中心（广东省动物卫生检疫所）
- 广东省农产品质量安全中心（广东省绿色食品发展中心）
- 广东省农业科技交流服务中心
- 广东省农民体育协会
- 广东省农村经济学会
- 广东省农学会
- 广东省农业有害生物预警防控中心
- 广东省港澳流动渔民接待站
- 广东省现代农业装备研究所
- 广州国家现代农业产业科技创新中心
- 广东省海上民兵训练基地